# Coordinadora per a la Salvaguarda del Montseny
La Coordinadora per a la Salvaguarda del Montseny és un grup ecologista nascut el 1986, amb seu a Sant Celoni. Focalitza la seva activitat principalment en el Massís del Montseny. El seu logotip el va fer l'Antoni Tàpies. De les seves accions, destaquen, una campanya per modificar el POUM de Santa Maria de Palautordera i una altra per a modificar el POUM de Riells i Viabrea. També és una de les impulsores de la denúncia de les obres de connexió entre la desalinitzadora de Blanes i la potabilitzadora de Cardedeu, que han afectat greument la llera de la Tordera.